# Corinna Harfouch
Corinna Harfouch (en alemán: [koˈʁɪ.na haʁˈfʊx] ⓘ; de soltera Meffert; nacida el 16 de octubre de 1954) es una actriz alemana.

## Vida y obra
Harfouch nació en Suhl (Alemania Oriental), hija del profesor Wolfgang Meffert y su esposa Marianne (de soltera Kleber). Trabajó como enfermera y estudió interpretación en Berlín de 1978 a 1981. Su primer marido fue un informático libanés llamado Nabil Harfouch, con quien tiene una hija. En 1985 se casó con el fallecido Michael Gwisdek, con quien tiene dos hijos, el músico Johannes Gwisdek y el actor Robert Gwisdek. En 1994 fue miembro del jurado de la 44 edición del Festival Internacional de Cine de Berlín.

## Filmografía selecta

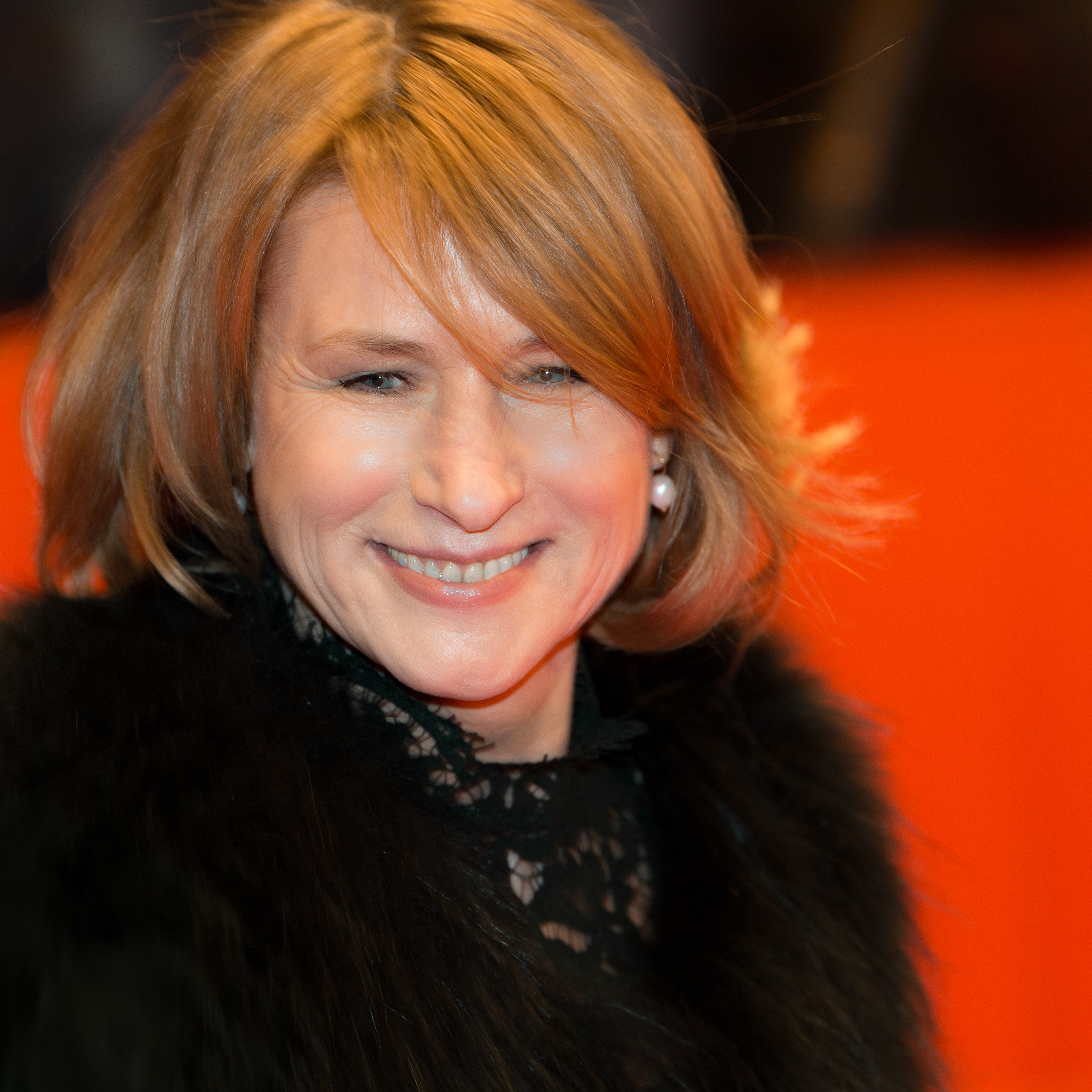
Corinna Harfouch en la alfombra roja de la película inaugural del Festival Internacional de Cine de Berlín en 2017.

- 1986: The House on the River
- 1987: YaseminCorinna Harfouch en la alfombra roja de la película inaugural del Festival Internacional de Cine de Berlín en 2017.
- 1988: Die Schauspielerin
- 1988: Treffen in Travers
- 1988: Fallada: The Last Chapter
- 1989: Pestalozzi's Mountain
- 1991: The Tango Player
- 1991: de
- 1992: de
- 1994: Charlie & Louise - Das doppelte Lottchen
- 1994: Stockholm Marathon
- 1995: The Promise
- 1995: 5 Stunden Angst – Geiselnahme im Kindergarten (TV film)
- 1996: Gates of Fire (TV film)
- 1996: Sexy Sadie
- 1996: Father's Day
- 1996: Gefährliche Freundin (TV film)
- 1997: Der Ausbruch (TV film)
- 1997: Knockin' on Heaven's Door
- 1998: de
- 1998: The Big Mambo
- 1999: de
- 1999: To the Horizon and Beyond
- 2000: Fandango
- 2001: Vera Brühne (TV film)
- 2002: de
- 2002–2006: Eva Blond (TV series)
- 2003: Die fremde Frau (TV film)
- 2004: Downfall - portrayed Magda Goebbels
- 2004: de
- 2004: de
- 2005: de
- 2006: de (TV film)
- 2006: Perfume: The Story of a Murderer
- 2006: Rage (TV film)
- 2007: According to the Plan
- 2007: de (TV film)
- 2008: A Year Ago in Winter
- 2008: Berlin Calling
- 2009: de
- 2009: This Is Love
- 2011: Cracks in the Shell
- 2011: de
- 2012: Home for the Weekend
- 2012: Move
- 2013: Finsterworld
- 2015: Jack
- 2017: Fack ju Göhte 3
- 2019: Lara
- 2024: Sterben

## Premios
- 1993 43.er Festival Internacional de Cine de Berlín: Berlinale Camera[3]
- 1996 Bavarian Film Awards, Best Actress[4]